# Pontifikale Gundekarianum

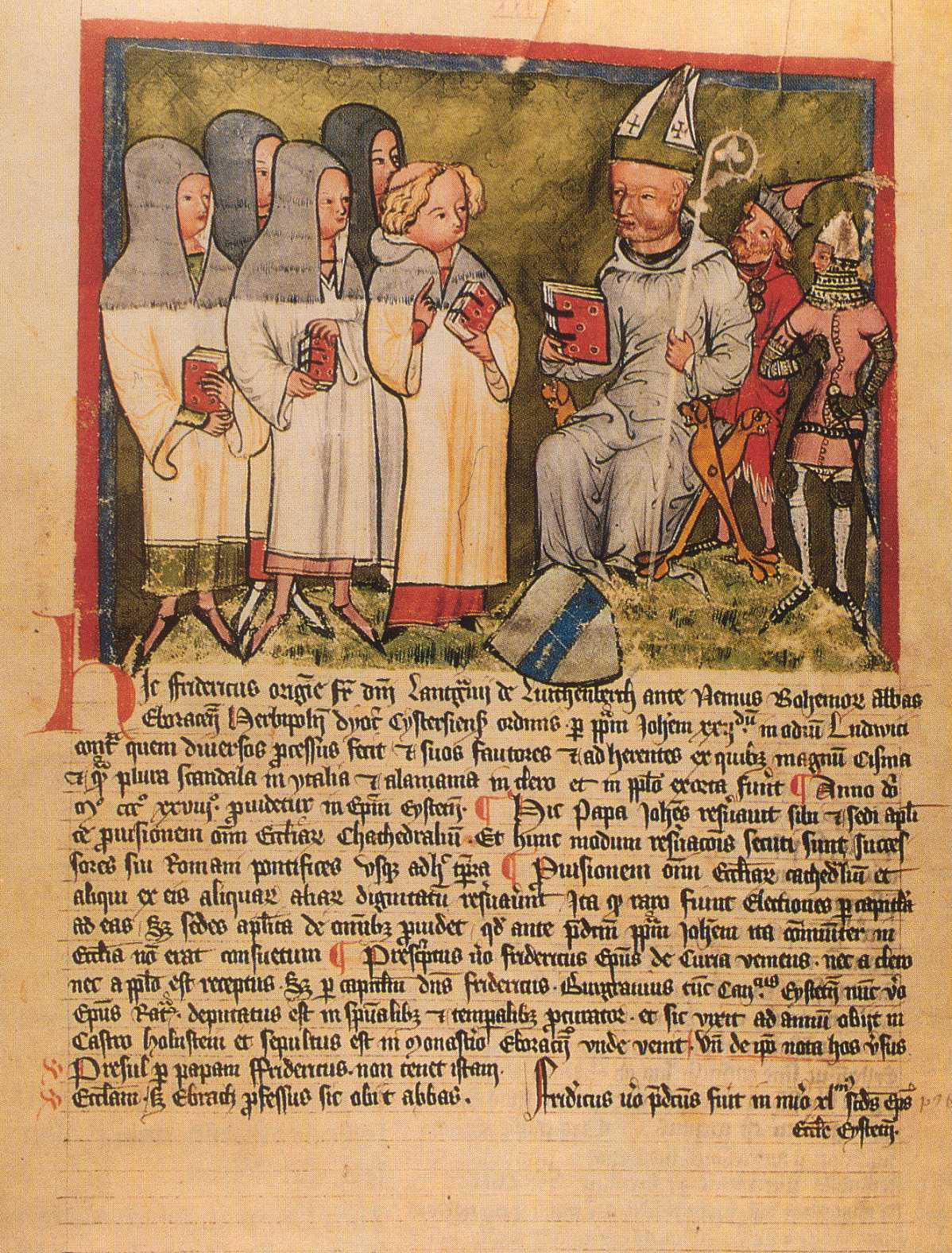
Bischof Friedrich III. von Leuchtenberg mit Domherren

Das Pontifikale Gundekarianum ist ein nach dem Eichstätter Bischof Gundekar II. benanntes liturgisches Buch (Pontifikale). Es wurde von seinen Nachfolgern bis 1697 kontinuierlich fortgeschrieben und bildet damit eine entscheidende Quelle zur Geschichte des Bistums.

## Entstehung und Umfang des Werkes

### Ausgangsbestand
1072 übergab Gundekar an seine Domkirche eine prächtig ausgestattete Handschrift, das sogenannte Gundekarianum, ein Sammelband von 204 Blättern, der nach Gundekar auf 257 Blätter erweitert wurde. 110 Blätter bilden ein Pontifikale, eine Zusammenstellung der vom „pontifex“, vom Bischof zu spendenden Sakramente, Weihehandlungen und Segnungen. Dabei zeigt sich auch, dass Gundekar ein Anhänger der Kirchenreform war, denn diese legte besonderen Wert auf die gültige Vermittlung sakramentalen Heils. Nach einem Kalendarium folgt ein Rituale, das heißt, eine Zusammenstellung von Segnungen, Beschwörungen und Gebeten. Dem Ganzen sind Seiten mit historischen Einträgen seit der Bistumsgründung unter dem heiligen Willibald und Seiten mit Miniaturmalereien vorgeschaltet.

### Erweiterungen bis 1697
Von den Nachfolgern Gundekars wurden diese Einträge bis 1697 mit insgesamt 19 eingebundenen Fortsetzungen mit den Bischofsviten und Bischofsbildern in Miniaturmalerei ergänzt.
Das Original wird im Eichstätter Diözesanarchiv unter der Signatur B 4 verwahrt. Ein kommentierter Reprint ausgewählter Seiten wurde 1987 in 380 Exemplaren veröffentlicht. 2024 hat die Universitätsbibliothek Eichstätt-Ingolstadt ein Digitalisat online veröffentlicht.

### Beispiele für die Malereien
Die Malereien stellen unter anderem für das Bistum Eichstätt wichtige Personen des geistlichen Lebens dar. Abgebildet sind mehrere Eichstätter Bischöfe. Dabei versuchen die Darstellungen auch rückwirkend bis in die Gründungsphase des Bistums im 8. Jahrhundert geschichtliche Abläufe zu veranschaulichen.

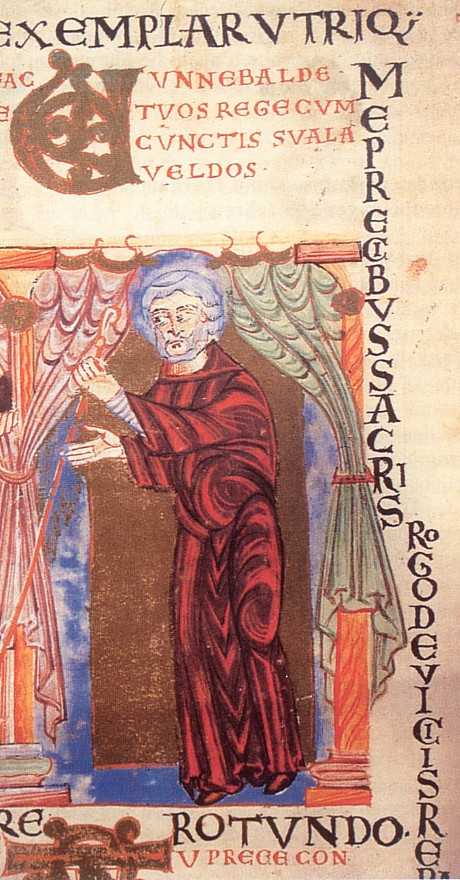
Abt Wunibald
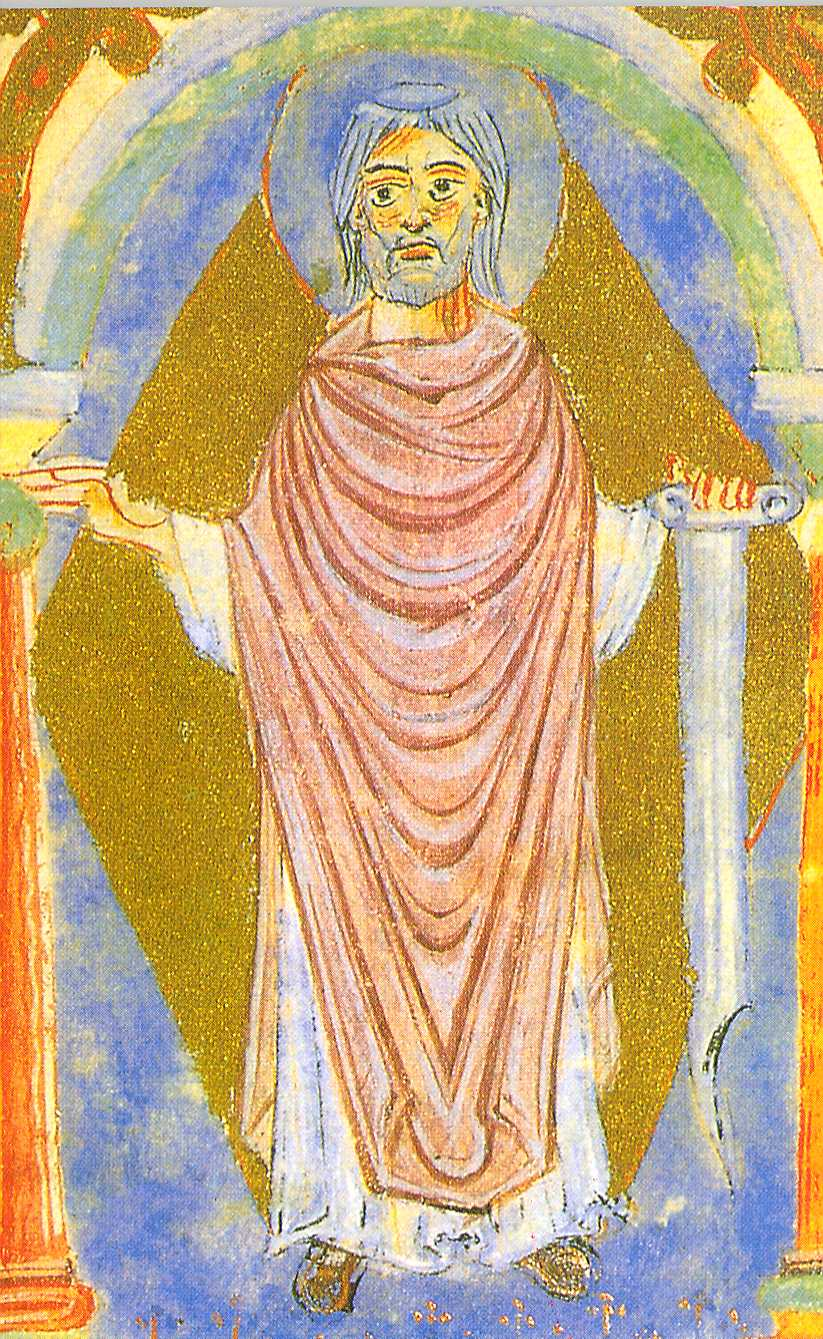
Abt und Heiliger Sola
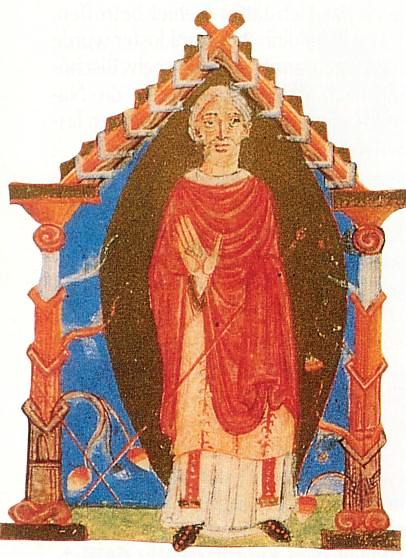
Bischof Erchanbald
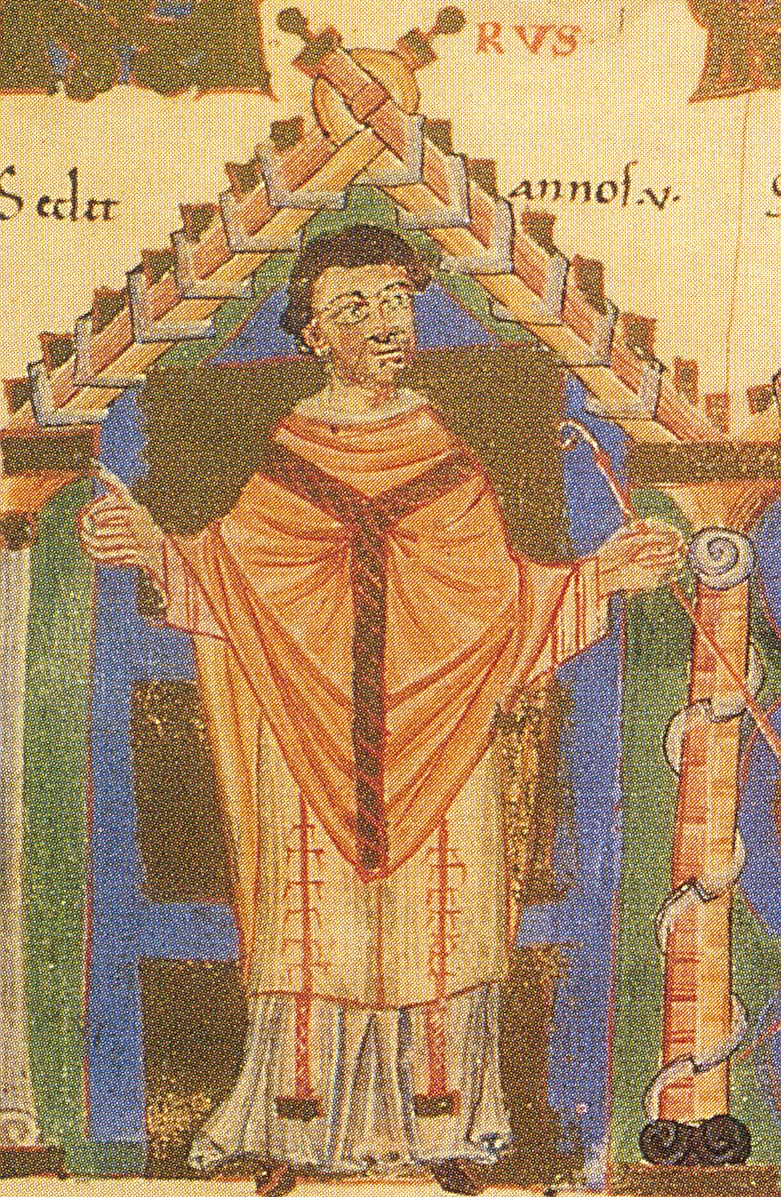
Bischof Gundekar I.
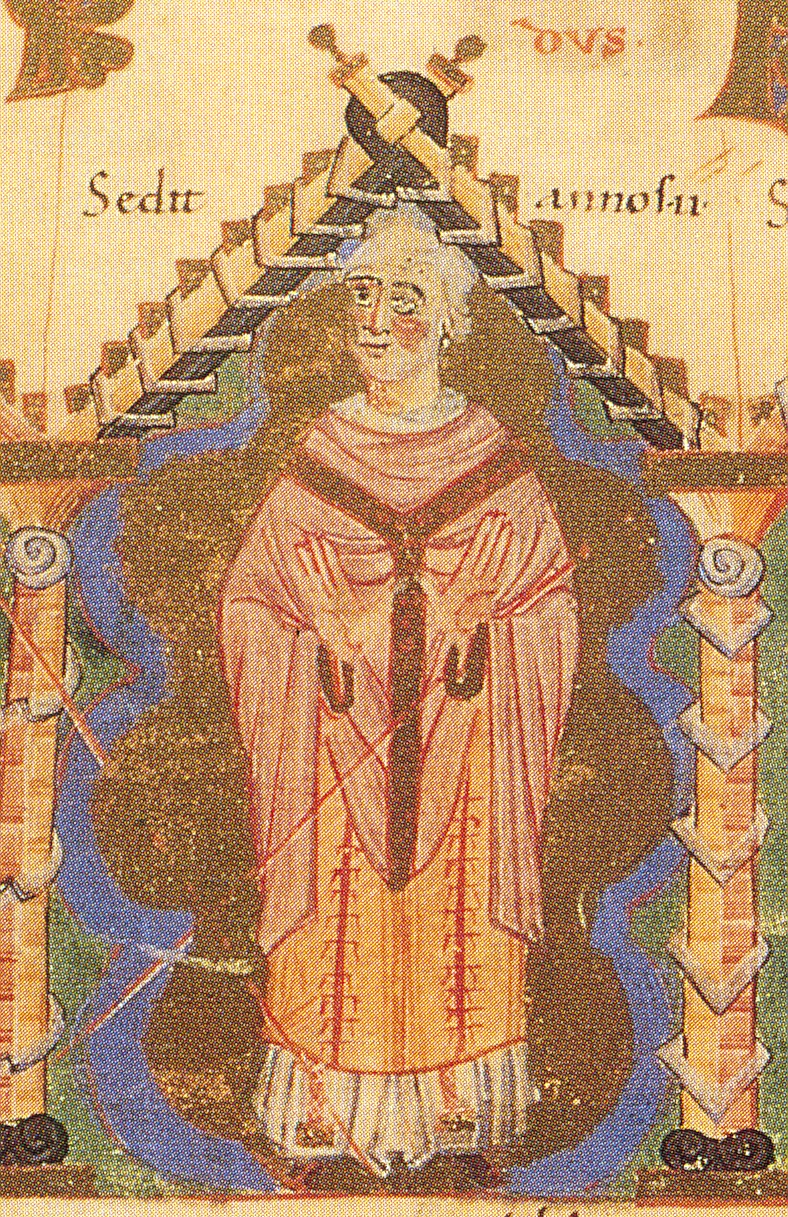
Bischof Walther
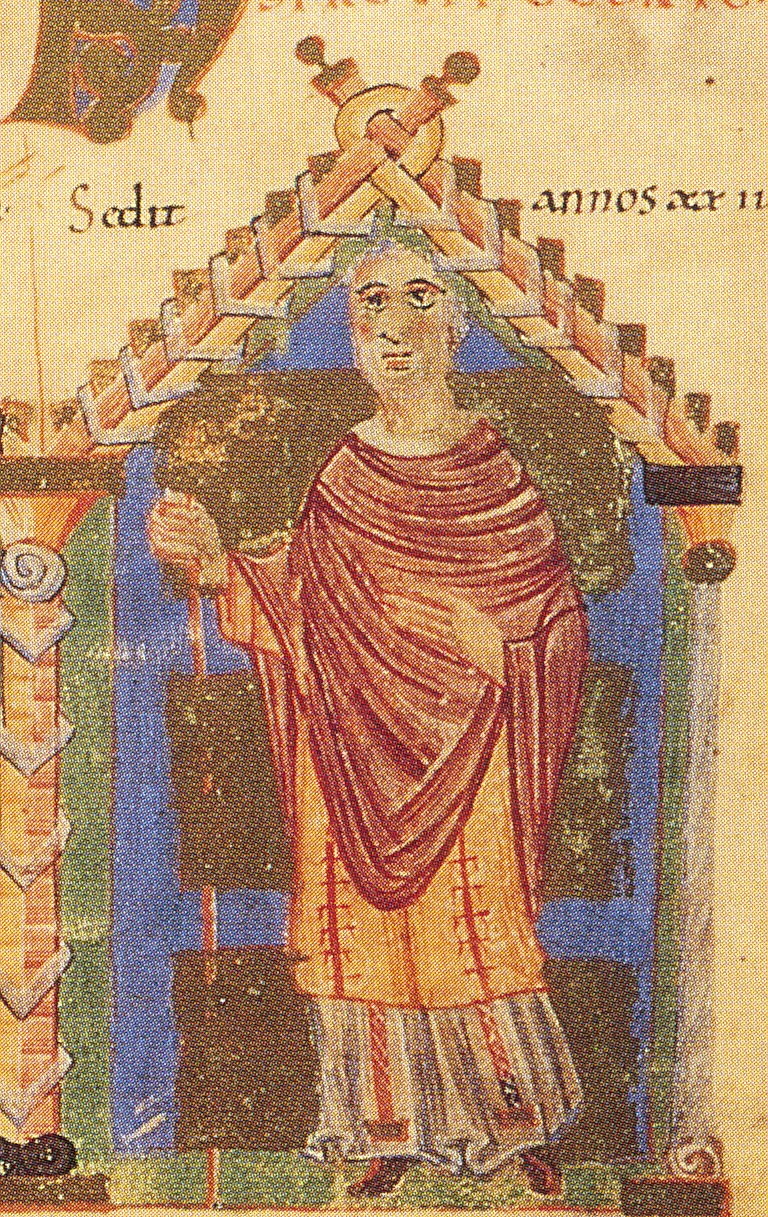
Bischof Heribert
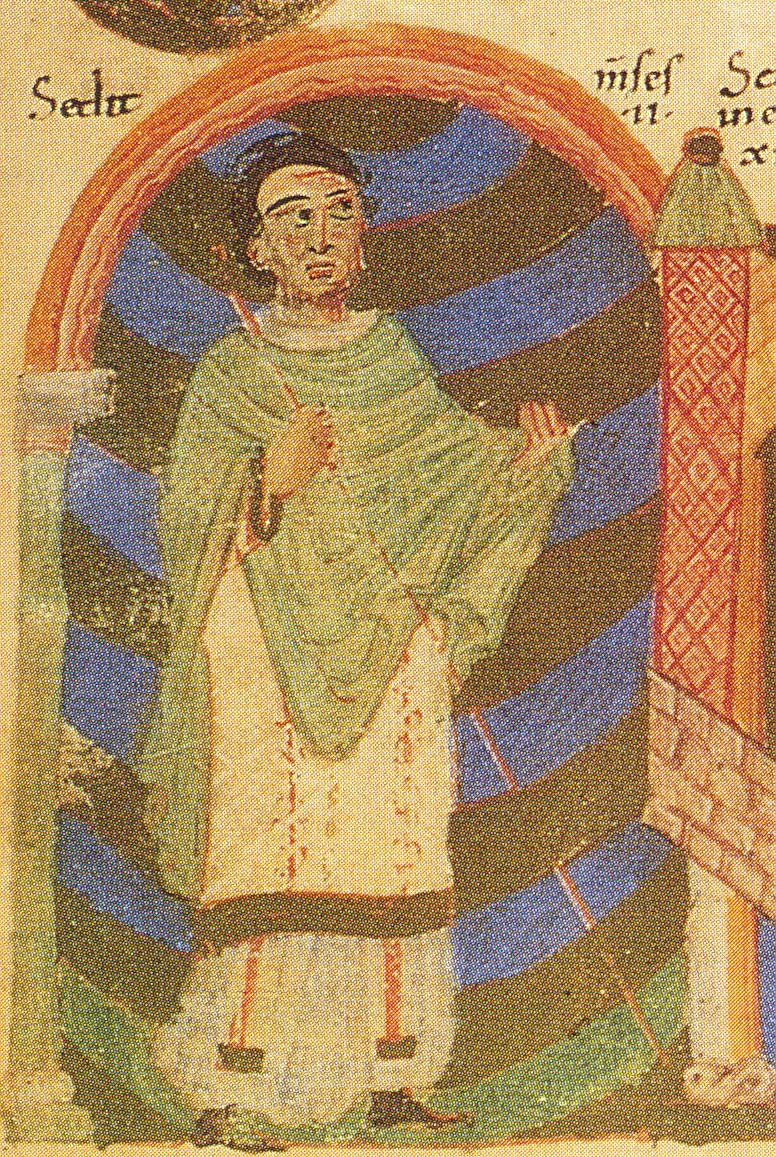
Bischof Gezemann
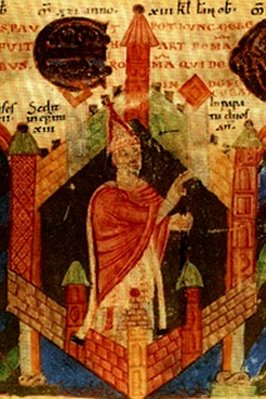
Bischof Gebhard I., später Papst Viktor II.
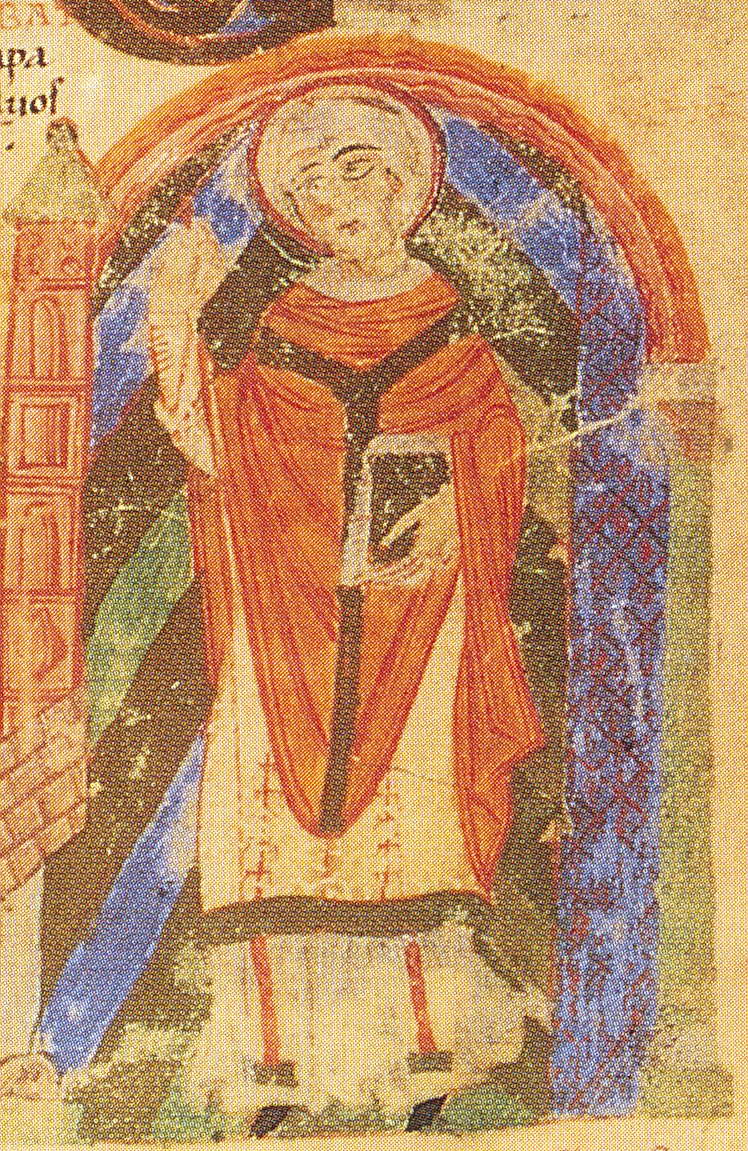
Bischof Gundekar II.
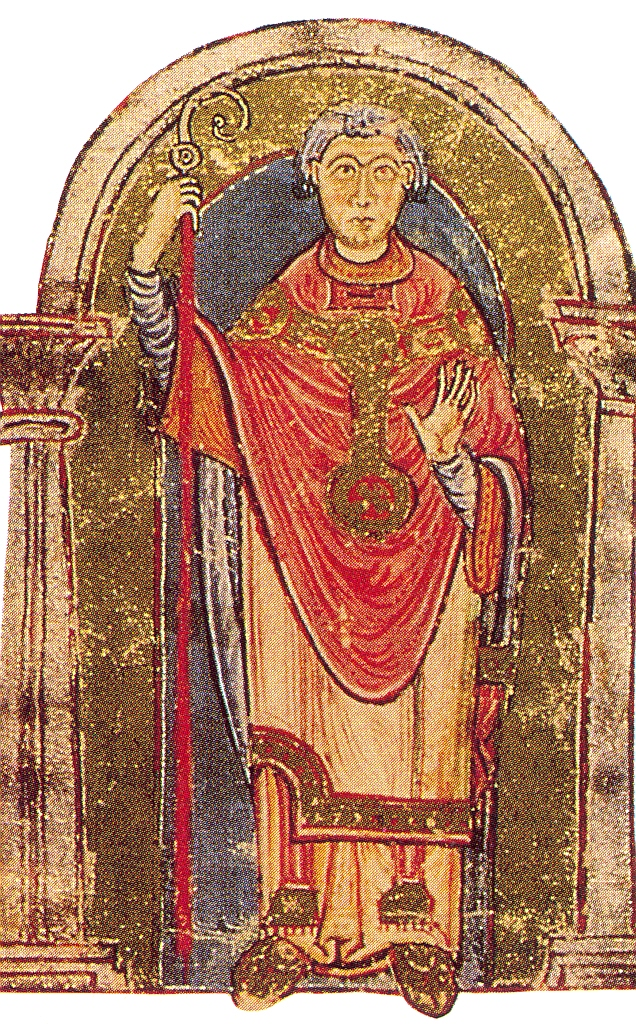
Bischof Otto
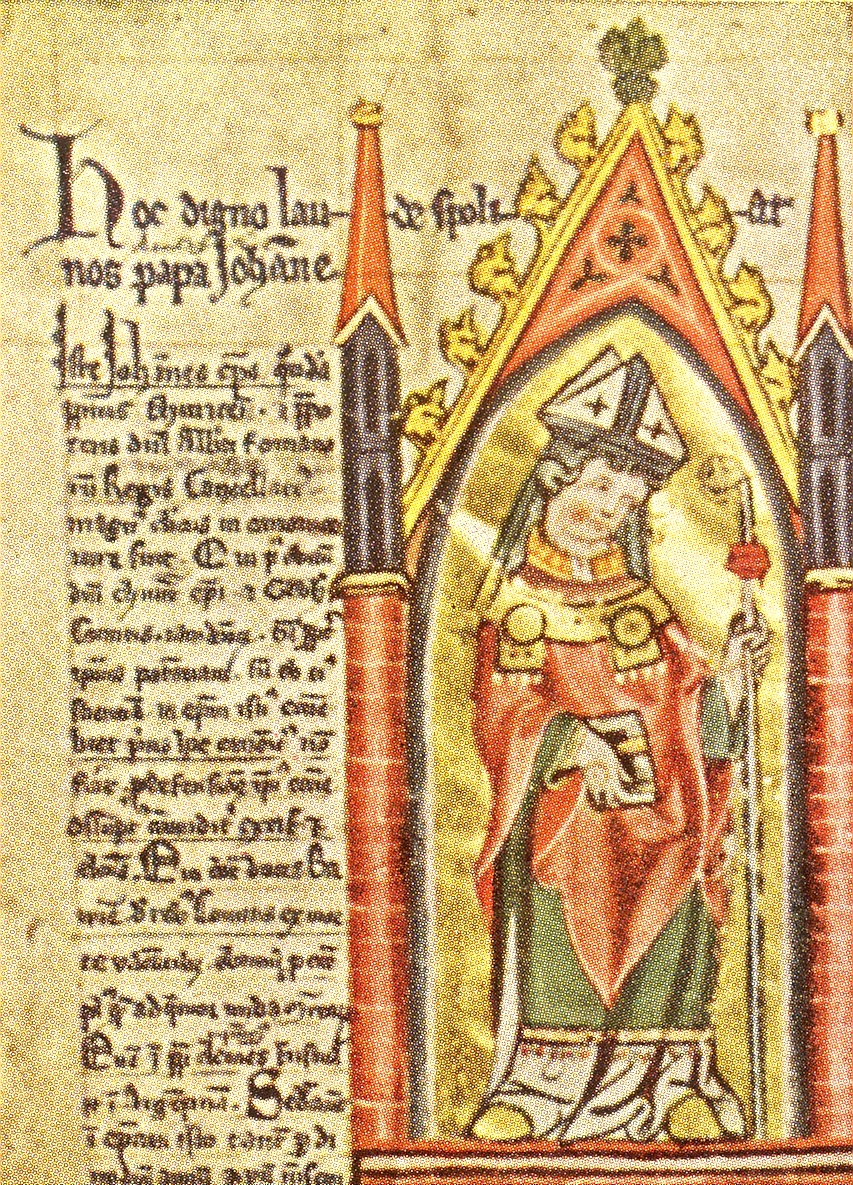
Bischof Johann I. von Straßburg
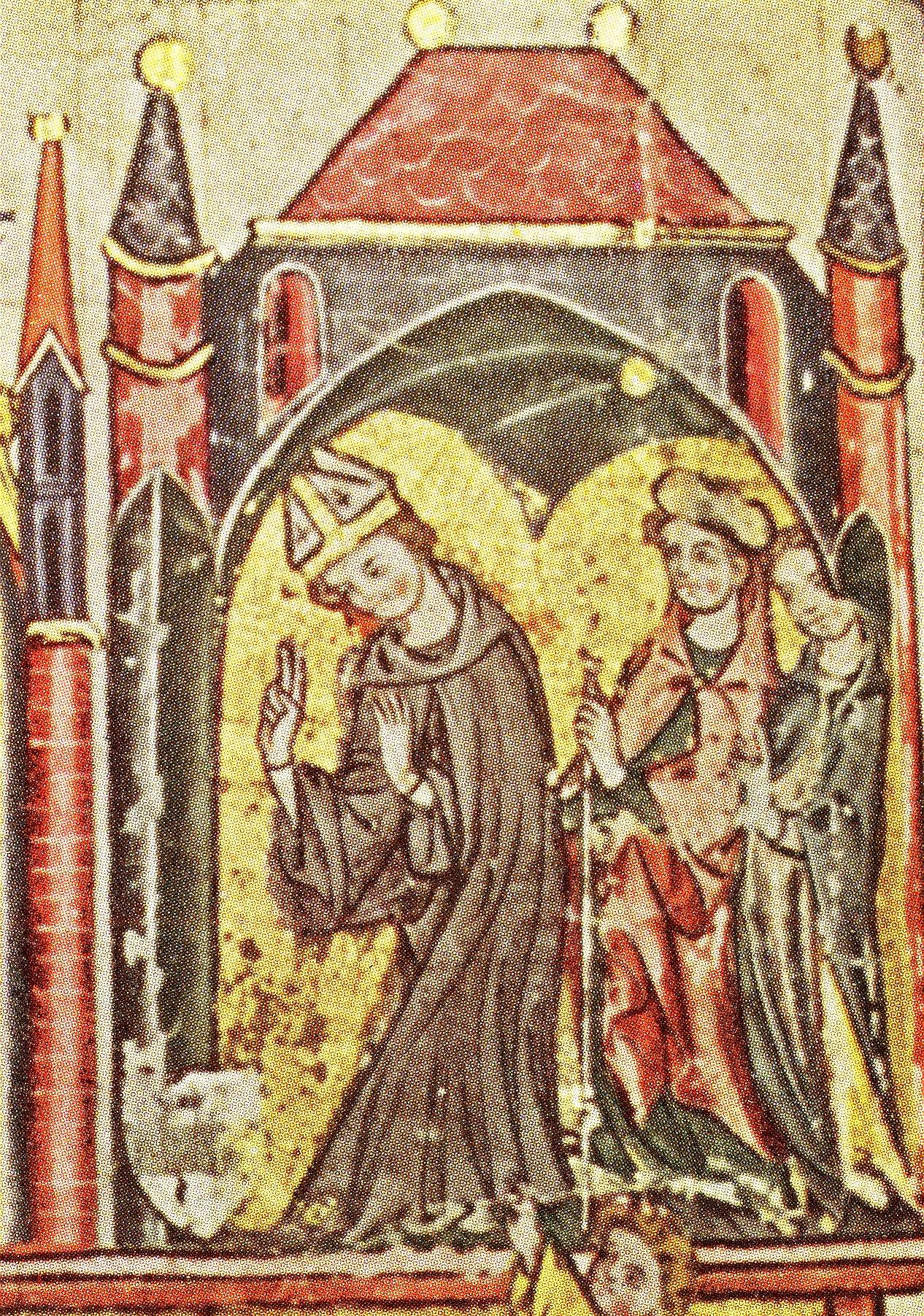
Bischof Philipp von Rathsamhausen
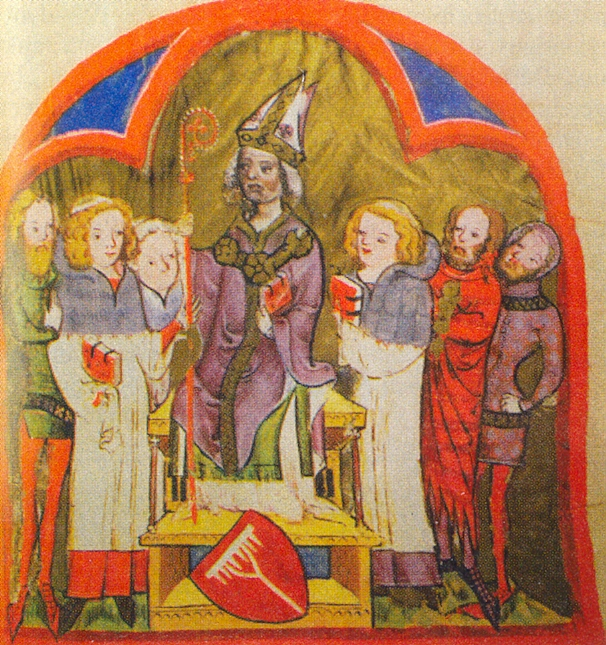
Bischof Raban Truchseß von Wilburgstetten
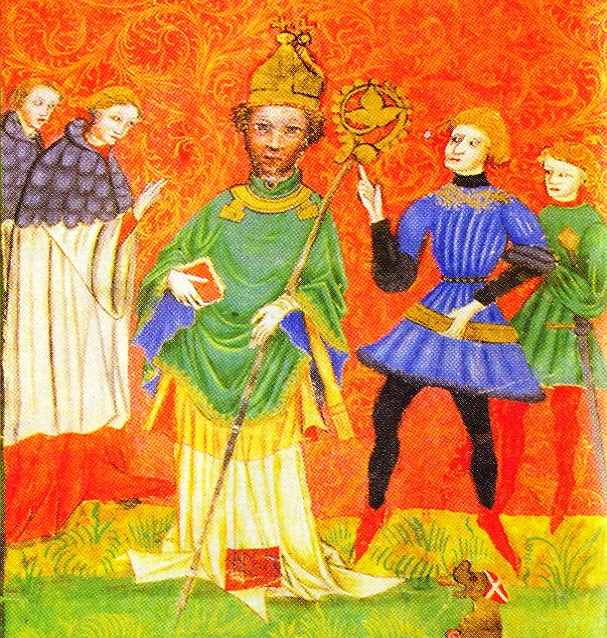
Bischof Friedrich IV. von Oettingen
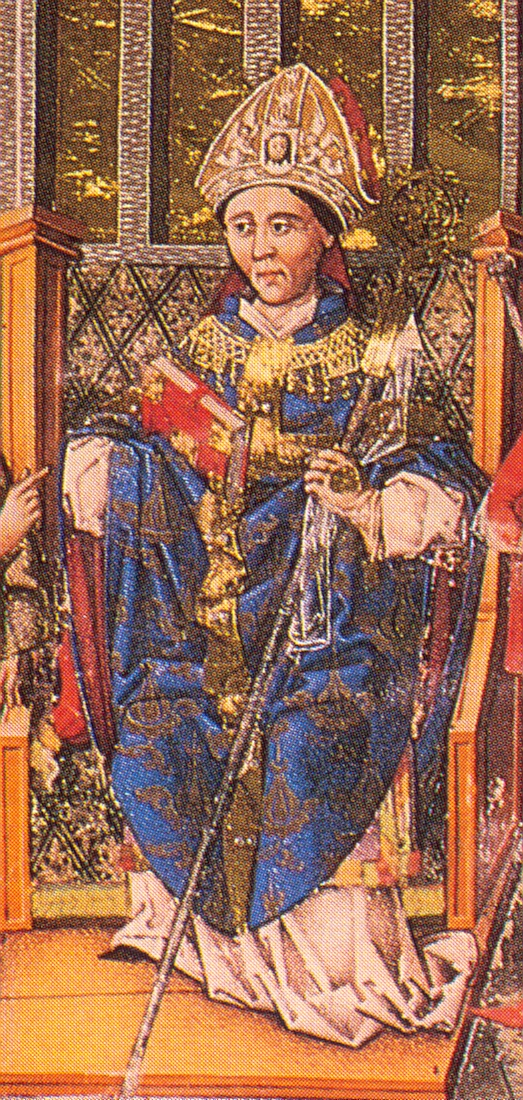
Bischof Johann III. von Eych
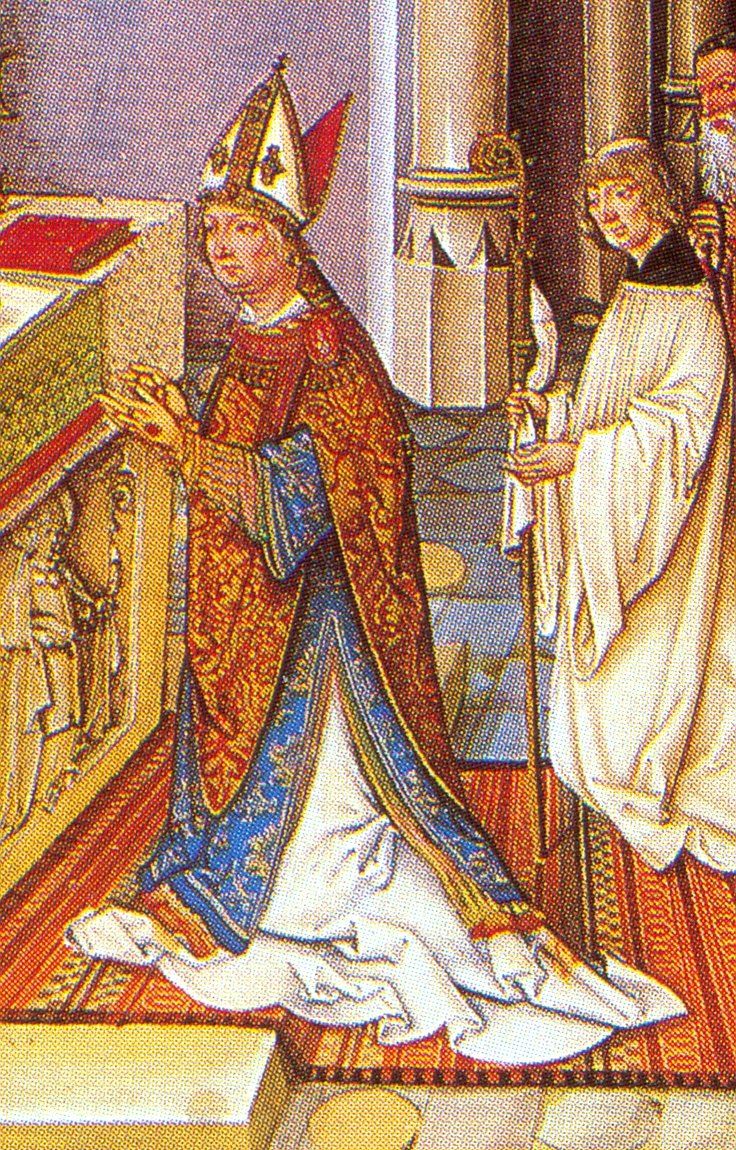
Bischof Wilhelm von Reichenau